# صد بار (شوي بانة)
صد بار (بالفارسية: صدبار) هي قرية تقع في إيران في البلدة المركزية. يقدر عدد سكانها بـ 355 نسمة بحسب إحصاء 2016.